# Kulîkivka, Horodnea
Kulîkivka (în ucraineană Куликівка) este o comună în raionul Horodnea, regiunea Cernihiv, Ucraina, formată numai din satul de reședință. În secolul al XIX-lea, satul făcea parte din volostul Tupîciv, uezdul Horodnea.

## Demografie
Componența lingvistică a comunei Kulîkivka
     Ucraineană (98,09%)
     Rusă (1,34%)
     Alte limbi (0,57%)
Conform recensământului din 2001, majoritatea populației comunei Kulîkivka era vorbitoare de ucraineană (98,09%), existând în minoritate și vorbitori de rusă (1,34%).